# 克拉克斯訥科格爾山

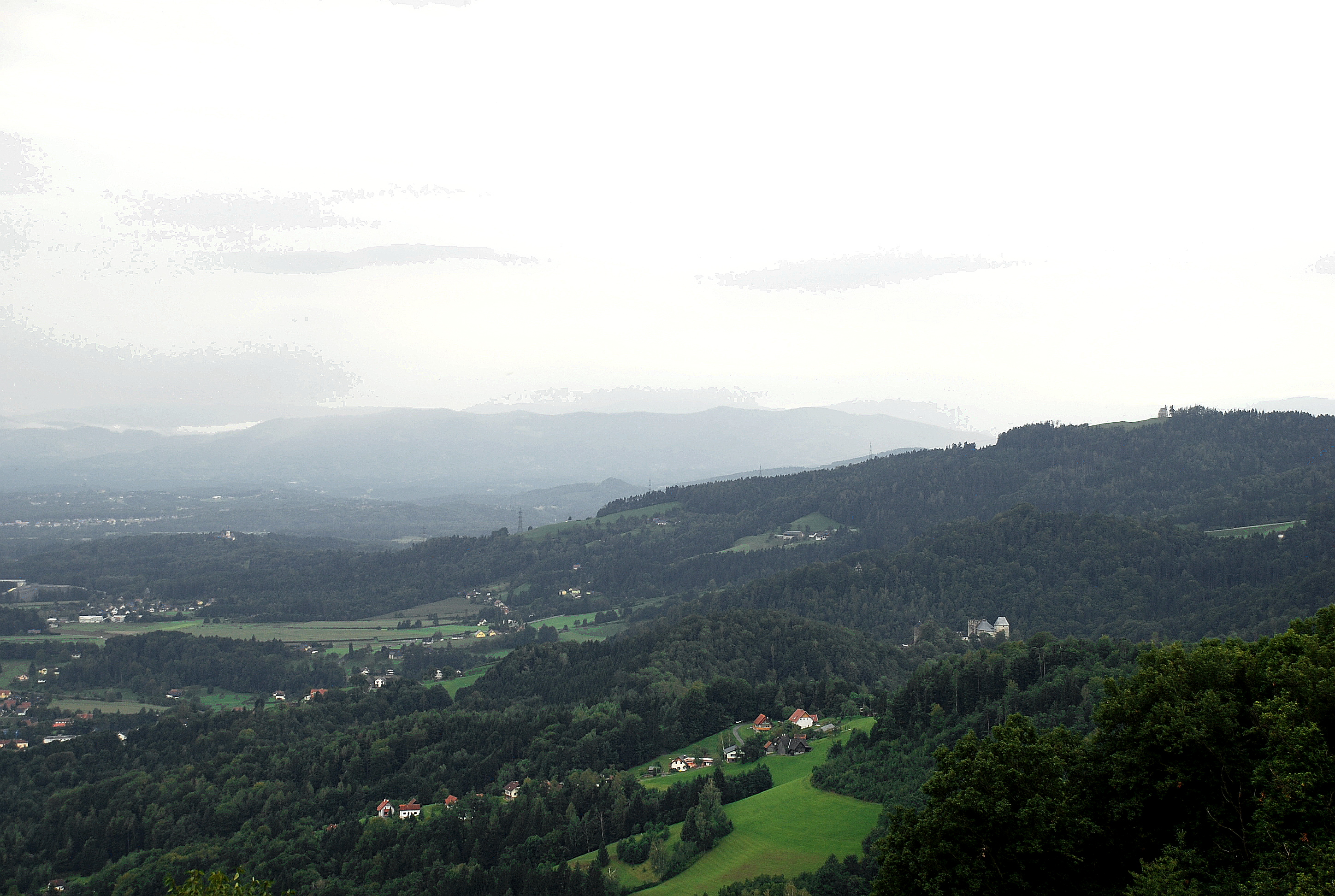

46°48′24.5″N 15°11′44.6″E / 46.806806°N 15.195722°E
克拉克斯訥科格爾山（德語：Kraxnerkogel），是奧地利的山峰，位於該國東南部，由施泰爾馬克州負責管轄，屬於科拉爾佩山的一部分，處於德意志蘭茨貝格縣，海拔高度620米。